# Ruslands Olympiske Komité ved vinter-OL 2022
Ruslands Olympiske Komité deltager i vinter-OL 2022 i Beijing, Kina i perioden 4. – 20. februar 2022.

## Medaljer
| 2022 Beijing | Guld | Sølv | Bronze | Total |
|              | 6    | 12   | 14     | 32    |

### Medaljevindere
| Ruslands Olympiske Komité under vinter-OL 2022 i Beijing | Ruslands Olympiske Komité under vinter-OL 2022 i Beijing | Ruslands Olympiske Komité under vinter-OL 2022 i Beijing | Ruslands Olympiske Komité under vinter-OL 2022 i Beijing | Ruslands Olympiske Komité under vinter-OL 2022 i Beijing |
| Medalje                                                  | Navn                                                     | Sport                                                    | Event                                                    | Dato                                                     |
| -------------------------------------------------------- | -------------------------------------------------------- | -------------------------------------------------------- | -------------------------------------------------------- | -------------------------------------------------------- |
| Guld                                                     | -                                                        | -                                                        | -                                                        | -                                                        |
| Sølv                                                     | -                                                        | -                                                        | -                                                        | -                                                        |
| Bronze                                                   | -                                                        | -                                                        | -                                                        | -                                                        |